# Николаев, Александр Юрьевич
Александр Юрьевич Николаев (28 февраля 1973 — 7 февраля 2024) — гвардии капитан ВС РФ, заместитель командира отряда 45-й отдельной гвардейской бригады специального назначения воздушно-десантных войск, Герой Российской Федерации.

## Биография
Родился 28 февраля 1973 года в Уссурийске. С 1992 года нёс службу в Вооружённых силах Российской Федерации, поступил в Рязанское высшее воздушно-десантное командное училище (специальность «войсковая разведка»). В 1994 году в связи с реорганизацией был переведён в Новосибирское высшее общевойсковое командное училище, которое окончил в 1996 году по специальности «войсковая разведка». Также получил квалификацию референта-переводчика (китайский язык).
Службу начал в 1996 году в 14-й отдельной гвардейской бригаде специального назначения ГУ ГШ ВС РФ. Служил командиром разведывательной группы в 1996—1998 годах, а также помощником начальника оперативно-разведывательного отделения отряда в 1998—2000 годах. Участник обеих чеченских войн, а также войны 2008 года против Грузии.
С 2015 года начал службу в составе ЧВК «Вагнер», участвовал в военной операции в Сирии (в том числе в освобождении Пальмиры от ИГИЛ). К 2023 году прошёл путь от рядового бойца до командира разведывательной группы, командира разведывательного взвода и заместителя командира разведывательной роты. Был исполняющим обязанности командира разведроты, заместителем командира и командиром группы спецмероприятий (по минно-подрывному делу). В конце службы являлся инструктором и специалистом по проведению спецмероприятий.
Принимал участие в российском нападении на Украину, служил в составе 45-й отдельной гвардейской бригады специального назначения воздушно-десантных войск (позывной «Прибой»). Участвовал в отражении наступлений Вооружённых сил Украины в Херсонской области в 2022 году и в Запорожской области летом 2023 года.
Уволился с военной службы в 2023 году. Указом Президента Российской Федерации («закрытым») с формулировкой «за мужество и героизм, проявленные при исполнении воинского долга» был награждён званием Героя Российской Федерации с вручением медали «Золотая Звезда».
Скончался 7 февраля 2024 года по причине тяжёлых проблем со здоровьем. Похоронен на мемориальном кладбище «Пантеон защитников Отечества» в Мытищинском районе Московской области.

## Награды
Отмечен следующими наградами:
- Герой Российской Федерации (закрытый указ) — за мужество и героизм, проявленные при исполнении воинского долга
- Орден Мужества (четырежды)
- Медаль «За отвагу» (дважды)
- другие медали